# Robert Moffat (homme politique)
Pour les articles homonymes, voir Moffat.
Robert Moffat (1844-1887) est un homme d'affaires et un homme politique canadien du Nouveau-Brunswick.

## Biographie
Robert Moffat naît le 5 mars 1844 à Campbellton, au Nouveau-Brunswick, d'une famille d'ascendance écossaise.
À l'instar de son père, George Moffat (père), il se lance en politique et est élu député conservateur de la circonscription de Restigouche le 20 juin 1882. Il est ensuite réélu le 22 février 1887 mais meurt trois mois plus tard, le 25 avril 1887, et est remplacé par son frère, George Moffat (fils).